# Sang
Sang (från franska sans atout "utan trumf") är ett begrepp i kortspel. Att spela sang betyder att spela utan trumf, det vill säga ingen färg har automatiskt högre rangordning än någon annan. Det förekommer exempelvis i bridge. Sang brukar förkortas NT i budlådan, vilket fått sitt namn från engelskans "No Trump". Att säga "7 sang"  i Bridge betyder att ta 13 "stick" och utan trumf. Kallas även "storslam", 